# Credit Bank of Moscow
Credit Bank of Moscow (Московский кредитный банк) er en russisk bank, der blev etableret i 1992 og har hovedkvarter i Moskva. 
Credit Bank of Moscow er majoritetsejet af Roman Avdeev.